# برند هارتشتاین
برند هارتشتاین (آلمانی: Bernd Hartstein; ۲۶ اکتبر ۱۹۴۷ – ۲۳ فوریهٔ ۲۰۰۲) تیرانداز اهل آلمان بود.